# یوشع لورکی
یوشع بن یوسف بن وِِیوس معروف به یوشع لورکی اهل لورکا نزدیک مورکیا در اسپانیا؛ در الکانیز می‌زیسته‌است؛ وی پزشک و فیلسوف یهودی-اسپانیایی‌است. او زیرنظر سلیمان هلوی اهل سانتا ماریا، شاگردی کرده‌است. لورکی در پاسخ به دیدگاه‌های استادش کتابچه‌ای در درمان‌شناسی نگاشت و در آن دفاعیاتی از دین یهود اظهار داشت. او در کتاب‌هایش علیه اصول مسیحیت و مسیحا بودن عیسی سخن گفته‌است:

 چگونه فردی می‌تواند بپذیرد که مسیحایی دارای گوشت و خون، فردی که خورد و می‌آشامد، زندگی می‌کند و می‌میرد، خدای حقیقی و علت علل باشد. خدایی که تجلی قدرتش افلاک را به جنبش در می‌آورد و آن‌چه نه جسم‌اند و نه نیرویی در جسم، و جایگاهشان در میان امور فناپذیر نیست، از وجود فیاضش به وجود می‌آیند. اگر خدا جسمانی باشد، چگونه دائمی و ابدی می‌تواند باشد؟ هیچ چیز زمینی جاودانه نیست، بلکه تنها خداست که باقی می‌ماند؛ بقاء ابدی ماده زمینی امری ناممکن است. ناممکن، همیشه ناممکن خواهد بود. در حقیقت، عقل نمی‌تواند این نظریه را درک کند و هیچ تردیدی در این باب به ذهن نمی‌آید.
لورکی در ادامه می‌گوید:

اگر هر فردی موظف به مقایسه آن‌چه در دین خود حقیقت می‌داند با مدعیات دیگر ادیان باشد؛ در این صورت هیچ‌کس دیگر به سنت دینی خودش باور نخواهد داشت؛ یا تردید خواهد کرد و تردید و سردرگمی او را فراخواهد گرفت. گذشته از این، آن‌ها دیگر قادر به پذیرفتن هیچ مدعای دینی به عنوان حقیقت نخواهد بود؛ طبیعی‌است که در این صورت زوال دین و ایمان حتمی‌است. لیکن خداوند به ما دستور داده‌است که آن‌چه به ما داده شده‌است، به نیرو بگیریم؛ والا جستجو و کاوش دین پایانی ندارد.
لورکی هرگز تأثیر مهمی بر فلسفه یهودی نگذاشت زیرا او بر این باور بود که اساساً عقل نمی‌تواند مبنای تعیین‌کننده‌ای برای وفاداری و پایبندی دینی یک فرد باشد.